# Bengt Berndtsson
Bengt_Berndtsson (Göteborg, 1933. január 26. – Göteborg,  2015. június 4.) világbajnoki ezüstérmes svéd labdarúgó, csatár

## Pályafutása

### Klubcsapatban
A Hisingstads IS és a Lundby IF korosztályos csapataiban kezdte a labdarúgást. 1950 és 1969 között az IFK Göteborg csapatában töltötte teljes pályafutását, ahol 599 bajnoki mérkőzésen 125 gólt szerzett.

### A válogatottban
1959 és 1964 között 29 alkalommal szerepelt a svéd válogatottban és öt gólt szerzett. Tagja volt az 1958-as hazai világbajnokságon ezüstérmet szerzett csapatnak.

## Sikerei, díjai
Svédország
- Világbajnokság
  - ezüstérmes: 1958, Svédország